# Shouf Shouf!
Shouf Shouf! is een Nederlandse komedieserie die werd uitgezonden door de VARA op Nederland 3. Het is een vervolg op de populaire multicultikomedie Shouf Shouf Habibi! uit 2004. Het eerste, twaalfdelige seizoen liep van 1 januari tot 19 maart 2006 en werd geregisseerd door Tim Oliehoek, bekend van de actiekomedie Vet Hard (2005). Het derde, en tot op heden laatste, seizoen van de serie werd uitgezonden in de lentemaanden van 2009.
In 2006 won de serie een Premio Ondas, een prestigieuze Spaanse televisieprijs.

## Opzet
Waar Shouf Shouf Habibi! ook een dramatische kant had, ligt de nadruk in Shouf Shouf! vooral op humor. Het vriendenclubje bestaande uit Ap, Rachid, Mussi en Robbie staat centraal. Elke aflevering komen ze weer in de problemen omdat ze een streek uithalen of snel rijk willen worden. Ap's broertje Driss en moeder Khadija komen ook regelmatig opdraven in de serie. Ap's moeder speelt alleen in het eerste seizoen mee. De rol van Driss groeit gaandeweg en vanaf het derde seizoen hoort hij tot het vriendengroepje van zijn broer Ap. Zus Leila (Touriya Haoud) en broer Samir (Najib Amhali) uit Shouf Shouf Habibi! komen niet voor in de serie, in plaats daarvan zijn een soort 'spirituele opvolgers' geïntroduceerd. In Samira Saleh (seizoen 1 en 2) die regelmatig optrekt met Ap en de anderen, zijn veel van de rebelse en vrijzinnige trekjes van Leila te herkennen. Neef Karim Bentarek is net als Samir een volledig vernederlandste Marokkaan en politieagent. Hij speelt alleen in het eerste seizoen mee. Een ander nieuw personage is buurman Henk Boerman (Rob van de Meeberg) die met zijn uitspraken over Duitsers, Marokkanen en jongeren meermaals hele bevolkingsgroepen beledigt.
In het derde seizoen heeft Ap een kleinere rol, omdat hij vertrekt naar Marokko om rijk te worden.
Net als in Shouf Shouf Habibi! worden in Shouf Shouf! de cultuurverschillen tussen Nederlanders en Marokkanen op de hak genomen en moeten beiden het ontgelden.

## Rolverdeling
| Personage              | Acteur/actrice    | Periode   |
| ---------------------- | ----------------- | --------- |
| Abdullah 'Ap' Bentarek | Mimoun Oaïssa     | 2006-2009 |
| Rachid Boussabon       | Mimoun Ouled Radi | 2006-2009 |
| Mussi                  | Mohammed Chaara   | 2006-2009 |
| Robbie ter Heert       | Leo Alkemade      | 2006-2009 |
| Samira Saleh           | Maryam Hassouni   | 2006-2007 |
| Driss Bentarek         | Iliass Ojja       | 2006-2009 |
| Alex                   | Jelka van Houten  | 2009      |
| Roy                    | John Wijdenbosch  | 2009      |

### Regelmatige gastrollen
| Personage        | Acteur/actrice     | Periode                                      |
| ---------------- | ------------------ | -------------------------------------------- |
| Jürgen           | Dennis Rudge       | 2006                                         |
| Khadija Bentarek | Nuzha Salah        | 2006; in de film gespeeld door Zohra Slimani |
| Henk Boerman     | Rob van de Meeberg | 2006-2009                                    |
| Karim Bentarek   | Nasrdin Dchar      | 2006                                         |
| Ali Bentarek     | Abdenbi Azzaoui    | 2006                                         |

Verder werden in de serie gastrollen gespeeld door bekendheden als Victor Reinier, Henny Huisman, Bracha van Doesburgh, Frits Barend, Ruben van der Meer, Yes-R, Horace Cohen, Hanna Verboom en Jack Wouterse.

## Trivia
- In aflevering 5 van seizoen 1 (Bezoek) is te zien dat Rachid is geboren op 18 mei 1981. Uit aflevering 10 van seizoen 2 (Operatie Backpack) volgt dat Robbie een dag voor Rachid jarig is, waardoor zijn verjaardag op 17 mei valt.
- Uit aflevering 12 van seizoen 2 (Robbie's Ramadan) blijkt dat Robbie's achternaam 'Ter Heert' is, terwijl in seizoen 3, de achternamen 'Van Veen' en 'De Wit' (aflevering 7) werden gebruikt.

12 steden, 13 ongelukken · Alles draait om geld · Bergen Binnen · Büch's Boeken · Buitenhof ** · Bureau Kruislaan · Cabaret & Co · Comedytrain presenteert · Deadline · Dr. Ellen · Ernstige Delicten · Factor Giel · Gebak van Krul · GIEL · Herexamen · Hoe bestaat het · Hof van Joosten · Hollands Hoop · In goed gezelschap · Is dat eigenlijk wel zo? · Jules Unlimited · Kanniewaarzijn · Kassa · Kassa 3 · Kinderen geen bezwaar · Kinderen voor Kinderen · Kopspijkers · Kun je het al zien? · Het Lagerhuis · Langs de Leeuw · Langs Sint en De Leeuw · De leugen regeert · Lieve Paul · Lieve Paul & Sint · MaDiWoDoVrijdagshow · De Mega Mike & Mega Thomas Show · Mooi! Weer De Leeuw · Mooi! Weer de Sint · Nieuwslicht · NOVA * · Oppassen!!! · Overspel · Panache · PAU!L · PAU!L en Sint! · Pauls Kadoshow · Pauls Puber Kookshow · Pauw & Witteman · Per Seconde Wijzer · Sint & De Leeuw · Shouf Shouf! · The Sopranos · Stellenbosch ** · Studio Spaan · Thank God It's Friday · Twee voor twaalf · Unit 13 · De verrukkelijke 85 · Vroege Vogels TV · Vuurzee · Waltz ** · De Wereld Draait Door · De wereld van Boudewijn Büch · Wie steelt mijn show? · X De Leeuw · Zembla

*: In samenwerking met NPS en NOS     **: In samenwerking met AVROTROS en VPRO